# Горбенко, Татьяна Евгеньевна
Татьяна Евгеньевна Горбенко (род 4 апреля 1941) — главный хормейстер Новосибирского музыкального театра, педагог. Заслуженная артистка Российской Федерации (1995).

## Биография
Родилась 4 апреля 1941 года в Новосибирске в семье Евгения Горбенко, первого главного хормейстерома Новосибирского театра оперы и балета. Мать работала в Новосибирском Доме моделей, бабушка была польского происхождения и, по воспоминаниям Татьяны Евгеньевны, «хорошо пела и играла на рояле».
Окончила музыкальное училище с красным дипломом и факультет хорового дирижирования Новосибирской государственной консерватории. В 1975 году начала творческую карьеру в Новосибирском театре музыкальной комедии.
В течение 15 лет — преподаватель хоровых дисциплин и руководитель хора музыкального и культурно-просветительского училищ.
В театре оперетты первой её работой как хормейстера-постановщика был «Василий Тёркин» (1975) А. Новикова.
Вместе с заслуженным деятелем искусств Элеонорой Титковой занималась постановкой таких произведений как «Марица», «Мистер Икс», «Страсти Святого Микаэля», «Неотразимый Сапрыкин», «Свадьба Кречинского» и т. д.
Руководительница женского клуба Новосибирского отделения Союза театральных деятелей, член жюри Межрегионального фестиваля детско-юношеского творчества «Подснежник».

## Признание творческой деятельности
В 1995 году получила звание заслуженной артистки Российской Федерации. В 2003 году включена в «Золотую книгу культуры Новосибирской области» (номинация «Верность призванию»), в 2018 году удостоена Знака отличия «За заслуги перед Новосибирской областью».